# Evie Dominikovic
Evie Dominikovic (Sydney, 29 maggio 1980) è un'ex tennista australiana.

## Carriera
In carriera ha vinto un titolo di doppio, il Commonwealth Bank Tennis Classic nel 2001, in coppia con la tailandese Tamarine Tanasugarn. Nei tornei del Grande Slam ha ottenuto il suo miglior risultato raggiungendo il terzo turno nel singolare agli Australian Open nel 2001 e 2003 e all'Open di Francia nel 2002, e nel doppio agli US Open nel 2001.
In Fed Cup ha disputato un totale di 9 partite, ottenendo 5 vittorie e 4 sconfitte.
Si è ritirata nel 2007

## Vita privata
Vive tuttora in Australia. Ha due figli.

## Statistiche

### Doppio

#### Vittorie (1)
| Numero | Anno              | Torneo                                 | Superficie | Compagna            | Avversarie in finale     | Punteggio     |
| 1.     | 30 settembre 2001 | Commonwealth Bank Tennis Classic, Bali | Cemento    | Tamarine Tanasugarn | Janet Lee Wynne Prakusya | 6-7, 6-2, 6-3 |

#### Finali perse (1)
| Numero | Anno            | Torneo               | Superficie | Compagna            | Avversarie in finale         | Punteggio |
| 1.     | 14 ottobre 2001 | China Open, Shanghai | Cemento    | Tamarine Tanasugarn | Liezel Huber Lenka Němečková | 0-6, 5-7  |

### Risultati in progressione
| Sigla | Risultato               |
| ----- | ----------------------- |
| V     | Vincitore               |
| F     | Finalista               |
| SF    | Semifinalista           |
| O     | Oro olimpico            |
| A     | Argento olimpico        |
| SF    | Bronzo olimpico         |
| QF    | Quarti di Finale        |
| 4T    | Quarto turno            |
| 3T    | Terzo turno             |
| 2T    | Secondo turno           |
| 1T    | Primo turno             |
| RR    | Round Robin             |
| LQ    | Turno di qualificazione |
| A     | Assente                 |
| ND    | Non disputato           |

| Legenda superfici    |
| -------------------- |
| Cemento              |
| Terra battuta        |
| Erba                 |
| Superficie variabile |

#### Singolare nei tornei del Grande Slam
| Torneo          | 1997 | 1998 | 1999 | 2000 | 2001 | 2002 | 2003 | 2004 | 2005 |
| --------------- | ---- | ---- | ---- | ---- | ---- | ---- | ---- | ---- | ---- |
| Australian Open | 1T   | 1T   | 1T   | 1T   | 3T   | 1T   | 3T   | 2T   | 2T   |
| Open di Francia | A    | A    | A    | A    | 1T   | 3T   | 2T   | A    | 1T   |
| Wimbledon       | A    | A    | A    | A    | 1T   | 1T   | 1T   | A    | 1T   |
| US Open         | A    | A    | A    | A    | 2T   | A    | A    | A    | A    |

#### Doppio nei tornei del Grande Slam
| Torneo          | 1998 | 1999 | 2000 | 2001 | 2002 | 2003 | 2004 | 2005 | 2006 | 2007 |
| --------------- | ---- | ---- | ---- | ---- | ---- | ---- | ---- | ---- | ---- | ---- |
| Australian Open | 1T   | 1T   | 1T   | 2T   | 1T   | 1T   | 1T   | 1T   | A    | 1T   |
| Open di Francia | A    | A    | A    | 1T   | 2T   | 2T   | A    | A    | A    | A    |
| Wimbledon       | A    | A    | A    | A    | 2T   | 1T   | 2T   | 2T   | A    | A    |
| US Open         | A    | A    | A    | 3T   | 1T   | 1T   | A    | A    | A    | A    |

#### Doppio misto nei tornei del Grande Slam
| Torneo          | 2002 | 2003 | 2004 | 2005 |
| --------------- | ---- | ---- | ---- | ---- |
| Australian Open | 2T   | 2T   | A    | 1T   |
| Open di Francia | A    | A    | A    | A    |
| Wimbledon       | 2T   | A    | A    | A    |
| US Open         | A    | A    | A    | A    |